# Австралийский журавль
Австралийский журавль (лат. Antigone rubicunda) — крупная птица семейства журавлей, ведущая оседлый образ жизни в Австралии и Новой Гвинее. Из-за внешнего сходства с индийским журавлём орнитологи долгое время не считали его отдельным видом. Распространённость этого журавля недостаточно изучена, так что его численность остаётся предметом изучения орнитологов и может составлять от 20 до 100 тыс. особей.

## Описание
Крупная птица ростом около 161 см, размахом крыльев 180 см и весом 6 кг. Внешне напоминает журавля индийского, но, в отличие от него, слегка темнее и меньше. Лицо, щёки и горловой мешочек кораллово-красные либо ярко-оранжевые. На макушке перья отсутствуют, кожа в этом месте выглядит зеленовато-серой шапочкой. Глаза оранжевые или жёлто-оранжевые. Клюв довольно длинный, серый. Оперение туловища голубовато-серое за исключением маховых перьев крыльев: перья первого порядка почти чёрные, а второго порядка серые. Маховые перья второго порядка сильно удлинены и закрывают хвост, образуя нечто наподобие шлейфа. Ноги длинные, чёрные.
Половой диморфизм (видимые различия между самцом и самкой) не выражен, хотя самцы выглядят слегка крупнее. У молодых птиц голова полностью покрыта рыжими либо серыми перьями. Глаза у них карие, и только через 2—3 года приобретают оранжевый цвет.

## Распространение
В настоящее время обитает на севере и востоке Австралии, а также на небольшой территории в Новой Гвинее. Ранее ареал журавля охватывал гораздо большую площадь, распространяясь почти по всему континенту, за исключением пустынных и горных районов южной и центральной части материка. Однако его распространение на севере и западе в последние годы заметно увеличилось, что связывают с его переориентацией на питание зерном.
Ведёт оседлый образ жизни, хотя может кочевать в пределах ареала в зависимости от сезона и погодных условий. В засушливый сезон птицы концентрируются вдоль побережных пресноводных болот, где они питаются клубнями китайского водяного ореха (Eleocharis dulcis). Во влажный сезон рассеиваются к местам гнездовий, которые устраивают в районах пресных либо солоноватых болот, влажных лугов или других заболоченных территорий.
В конце XIX века одна особь австралийского журавля была случайно обнаружена в районе Якутска — каким образом она туда попала, до сих пор является загадкой для орнитологов. В настоящее время этот экземпляр хранится в Зоологическом музее Московского университета.

## Размножение

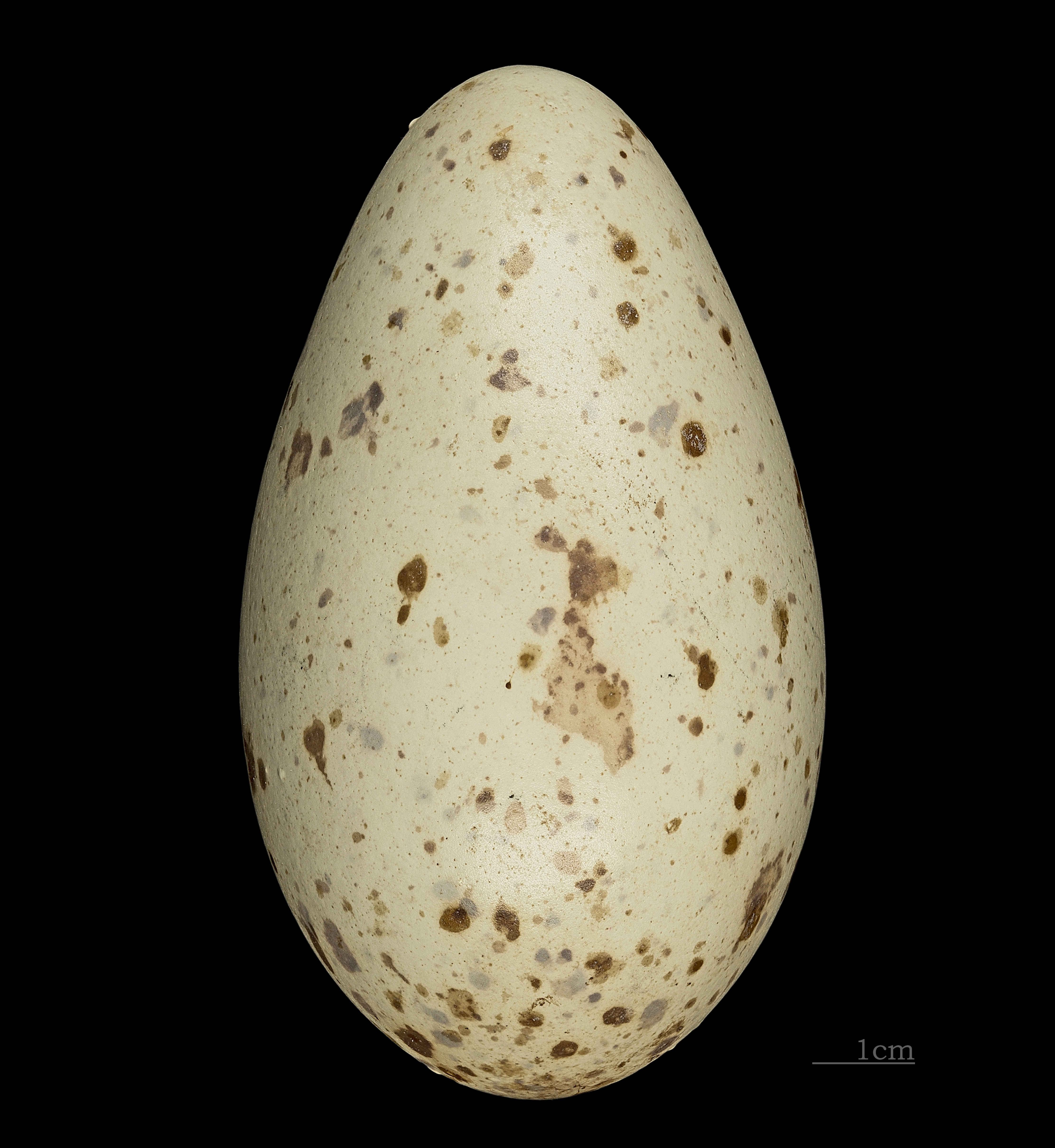
Grus rubicunda

На севере Австралии период размножения связан в основном с дождливым сезоном и начинается в ноябре-декабре, когда уровень воды в озёрах и заболоченных территориях повышается. В южных районах материка размножение не связано с какими-либо климатическими условиями. Перед размножением журавли рассеиваются, выбирая себе подходящее место для будущего гнезда. Как и у других видов журавлей, самец и самка австралийского журавля помечают свою территорию характерным пением, которое обычно издаётся с запрокинутой головой и представляет собой череду сложных протяжных мелодичных звуков. При этом самец всегда расправляет крылья, а самка держит их сложенными. Кроме того, действо сопровождается характерными танцами самца и самки, которые включают в себя подпрыгивание, хлопанье крыльями, подбрасывание веточек и наклоны. Хотя танцы больше всего ассоциируются с ухаживанием, считается, что они являются обычным проявлением поведения журавлей и могут играть роль успокающего фактора при агрессии, снятия напряжения или усиления супружеской связи.
Гнездо большое — до 1,5 м в диаметре; строится в заболоченной местности с густой растительностью из стеблей осоки, тростника и другой травы, скреплённых илом, и представляет собой большую кучу с небольшим углублением наверху. Кладка (на севере в январе-марте) обычно состоит из двух нежно-кремовых яиц с бледными светло-коричневыми пятнами 9,1×6,3 см и весом около 198,6 г. Инкубационный период длится 28—31 день, оба родителя участвуют в насиживании, хотя большую часть времени в гнезде проводит самка. Основную функцию по охране территории выполняет самец. Вылупившиеся птенцы становятся на крыло примерно через 100 дней.

## Питание
Австралийские журавли всеядны — питаются как растительной, так и животной пищей. Основной рацион в засушливый сезон составляет китайский водяной орех (Eleocharis dulcis). Кроме того, они питаются корневищами других водных растений, зерном, насекомыми, моллюсками, ракообразными и лягушками.